# Huenes Marcelo Lemos
Huenes Marcelo Lemos (sinh ngày 5 tháng 12 năm 1981) là một cầu thủ bóng đá người Brasil.

## Sự nghiệp câu lạc bộ
Huenes Marcelo Lemos đã từng chơi cho Gamba Osaka.

## Thống kê câu lạc bộ

### J.League
| Đội         | Năm       | J.League | J.League | J.League Cup | J.League Cup | Tổng cộng | Tổng cộng |
| Đội         | Năm       | Trận     | Bàn      | Trận         | Bàn          | Trận      | Bàn       |
| ----------- | --------- | -------- | -------- | ------------ | ------------ | --------- | --------- |
| Gamba Osaka | 2008      | 2        | 0        | 0            | 0            | 2         | 0         |
| Tổng cộng   | Tổng cộng | 2        | 0        | 0            | 0            | 2         | 0         |